# A Idade Maior
A Idade Maior é um filme luso-alemão de 1991 do género drama, realizado e escrito por Teresa Villaverde e produzido por João Pedro Bénard e Joaquim Pinto. Esta longa-metragem de ficção marca a estreia de Villaverde na realização. O filme é centrado em Alex (interpretado por Ricardo Colares) um menino que enfrenta o vazio deixado pela figura do seu pai Pedro (Joaquim de Almeida), quando este parte para a Guerra Colonial em Moçambique.
A Idade Maior estreou a 16 de fevereiro de 1991 no Festival Internacional de Cinema de Berlim. Comercialmente, o filme foi lançado nos cinemas de Portugal a 6 de setembro do mesmo ano.

## Sinopse
Alex, de 22 anos, responde com "Não" a quem pergunta se se lembra dos seus pais. Sente a falta de ambos ao tentar recordar os acontecimentos passados na sua infância, e como esta terminou, nos anos de 1972 e 1973. Nesse período, Alex tinha apenas 9/10 anos e Portugal estava orgulhosamente isolado do resto do mundo, enquanto homens eram obrigados a deslocar-se para lutar em países que muitos portugueses não conseguiam apontar no mapa. Pedro, o pai de Alex, é um desses homens convocados para participar no conflito colonial.
Pai e filho têm uma relação estreita. Alex despede-se do pai, antes deste partir relutantemente para a guerra em Moçambique. Manuela, a mãe de Alex, para sustentar a família, gere sozinha o pequeno bar Aurora na aldeia remota onde vivem. Mantêm um contacto regular por carta com Pedro. As cartas de Pedro para a sua família são amorosas. Com o passar do tempo, tornam-se menos frequentes, amargas e deprimentes. Até que, eventualmente, a família deixa de receber notícias vindas de África. As semanas de silêncio transformam-se em meses e Alex vive na incerteza, à espera ao lado da mãe. Manuela perde gradualmente as esperanças de rever o marido.
Enquanto uns morreram nessas guerras, outros foram mudados por elas. Um dia, um outro soldado regressado informa Manuela de que o seu marido terminou o serviço ativo em Moçambique e se encontra em Portugal, clandestinamente escondido dos familiares há vários meses. O grande silêncio de Pedro causa impacto na vida quotidiana de Alex. Pedro sai do contexto de guerra sem ser capaz de compartilhar as suas experiências traumáticas com ninguém.
O verdadeiro infortúnio começa apenas quando Pedro regressa a casa, e se torna evidente de que não é a mesma pessoa. Alex não fecha os olhos ao momento em que fica órfão.

## Elenco
- Ricardo Colares, como Alex;[8]
  - Miguel Ribeiro Soares (Voz de Alex com 22 anos).
- Joaquim de Almeida, como Pedro.
- Teresa Roby, como Manuela.[12]
- Vincent Gallo, como Mário;
  - Pedro Hestnes Ferreira (Voz de Mário).
- Maria de Medeiros, como Bárbara.[11]
- Silvana Marques, como Menina.
- Isabel Ruth, como Professora.
- Márcia Breia, como Madrinha.
- Miguel Mendes, como Namorado de Bárbara.
- Adriano Luz, como Homem do café.
- Luís Lucas, como Tio Luís.
- Maria João Luís, como Tia.
- Vasco Sequeira, como Avô Vasco.
- Ana Vilante, como Avó;
  - Ofélia Morais (Voz da Avó).
- João Pedro Bénard da Costa, como Amante de Bárbara.
- Margarida Marinho, como Amiga de Mário.

## Equipa técnica
- Realização: Teresa Villaverde
- Argumento: Teresa Villaverde[13]
- Assistentes de realização: Sérgio Tréfaut, Miguel Mendes, Manuel João Águas e Inês de Medeiros
- Produção executiva: Joaquim Pinto, João Pedro Bénard da Costa e Annedore Von Donop[14]
- Direção de fotografia: Elfi Mikesch
- Electricistas: Manuel Lobão, José Manuel Rodrigues e Mário Castanheira
- Montagem: Vasco Pimentel e Manuela Viegas
- Assistente de montagem: João Pedro Rodrigues
- Decoração: Jeanne Waltz e Miguel Mendes
- Caracterização: Teresa Águas e Helena Coelho
- Direção de som: Vasco Pimentel

## Produção
A Idade Maior é uma co-produção europeia entre Portugal e Alemanha, liderada pela produtora Invicta Filmes (produção executiva de Joaquim Pinto) em associação com a alemã ZDF-Arte e Grupo de Estudos e Realizações. Contou com o apoio financeiro do Instituto Português do Cinema, Audiovisual e Multimédia, Rádio e Televisão Portuguesa e Fundação Calouste Gulbenkian. A longa-metragem gravada num formato 35 mm, teve uma versão portuguesa e internacional de 118 minutos de duração e uma versão alemã de 125 minutos.

### Desenvolvimento
Nos anos 80, Teresa Villaverde deixou a meio a sua formação na Escola de Televisão e Cinema da Academia de Artes Performativas de Praga (República Checa), onde encontrou a equipa que viria a reunir para A Idade Maior. Antes de avançar para a realização, a experiência profissional cinematográfica de Villaverde cingia-se à sua participação como atriz em À Flor do Mar, de João César Monteiro e colaboradora na escrita de argumentos de João Canijo e José Álvaro Morais. Apesar desta falta de formação e experiência, Villaverde diz que "tinha uma coisa íntima, que dizia a mim própria, na maior das calmas. «Quero ser realizadora, se não conseguir fazer um filme até aos 25 anos, atiro-me ao rio!» (...) Tinha 15 anos. Não foi preciso atirar-me ao rio porque aos 24 fiz o filme". A escrita do argumento de A Idade Maior terá ajudado a idealizar a operacionalização da produção.

### Rodagem
A maior parte da rodagem decorreu em Nisa, onde se situa o Café Novo, estabelecimento chamado Aurora no filme. A cena que encerra a obra foi rodada em Vila Velha de Ródão. As gravações de A Idade Maior iniciaram a 2 de janeiro de 1990 e estenderam-se ao longo do mês.

### Pós-produção

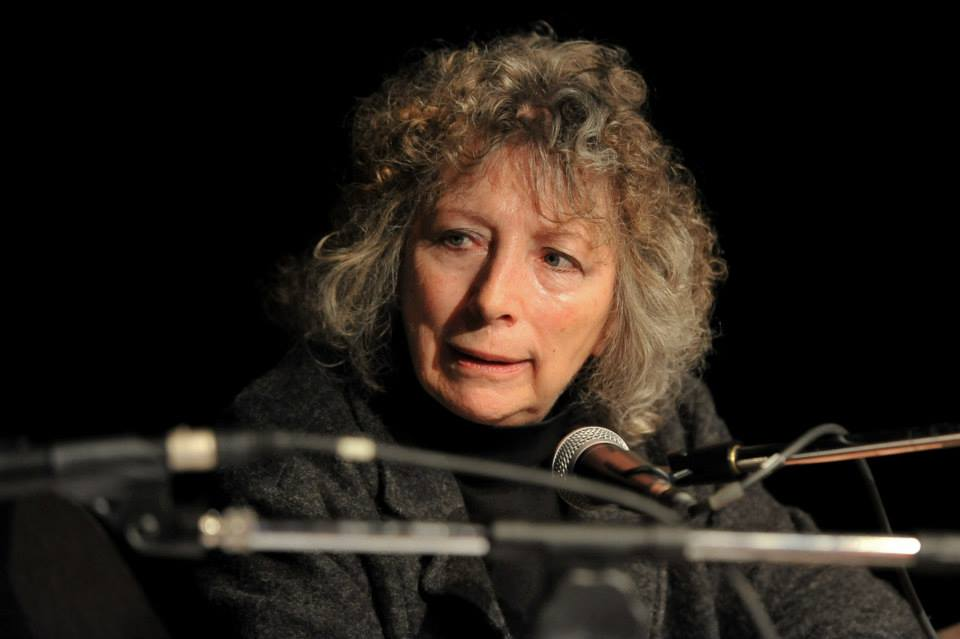
Elfi Mikesch garantiu o apoio da ZDF durante a montagem de A Idade Maior.

Os constrangimentos financeiros de A Idade Maior sentiram-se particularmente na fase de montagem. A cinematógrafa Elfi Mikesch, regressou a Berlim, onde habitava, tendo aí garantido uma reunião com a Zweites Deutsches Fernsehen onde mostrou o trabalho o de edição que já havia sido completado. Dessa reunião surgiu a participação financeira essencial para terminar o filme. A pós-produção de som foi realizada em Hamburgo.

## Temas e estética
A Idade Maior aborda os impactos psicológicos da guerra colonial, um tema que se tornou tabu na sociedade portuguesa no período pós-revolucionário. A narrativa desenvolve-se em paralelo com a história de Portugal no fim do fascismo, algo que é evidente logo no início do filme, quando um Alex já adulto se recusa a reconhecer memórias dos seus pais, sugerindo a vergonha de uma nação sobre a sua história. Também o retorno a Portugal em segredo de Pedro e a sua permanência na clandestinidade são uma indicação desse embaraço. O argumento de Villaverde revela um olhar empático sobre o sofrimento interior daqueles que regressaram do conflito com traumas, mas também do impacto do mesmo nos familiares que ficam em Portugal. Acima de tudo, a narrativa parece querer dar voz ao conjunto de pessoas que se mantiveram em silêncio enquanto se sentiam isoladas com o isolamento do próprio país.
Villaverde tenta usar as cores da memória para representar o declínio de uma família, que sofre tanto sob o clima opressor característico do Estado Novo, como com a perda afetiva da figura paterna. Os personagens principais exibem grande resiliência e tenacidade perante este tipo de sofrimento. Conseguindo esse ponto de vista emocional, a câmara subtil de Elfe Mikesch segue o olhar seletivo e inocente de Alex. Esse olhar é demonstrativo da crise de identidade e abandono vivida por Alex. A desorientação dos jovens de classes mais desfavorecidas é um outro tema que se tornaria recorrente ao longo da filmografia de Villaverde.

## Distribuição

### Lançamento
A Idade Maior foi selecionado para a edição de 1991 do Festival Internacional de Cinema de Berlim, onde estreou na secção Fórum do Jovem Cinema a 16 de fevereiro. Em Portugal, a ante-estreia do filme decorreu a 5 de setembro do mesmo ano, na Cinemateca Portuguesa. A distribuição comercial do filme em Portugal, pela Atalanta Filmes, iniciou-se no dia seguinte, onde estreou no cinema King (Lisboa). A distribuição internacional ficou encarregue da Uniportugal - Produção e distribuição de filmes.

### Festivais
A longa-metragem foi selecionada para vários festivais de cinema e, mas recentemente, tem sido consecutivamente incluída em sessões de retrospetiva da filmografia de Teresa Villaverde. Destacam-se os seguintes:
- Festival Internacional de Cinema de Berlim (Alemanha, 16 de fevereiro de 1991).[24]
- Festival Internacional de Cinema de Toronto (Canadá, 7 de setembro de 1991).
- New York New Directors and New Films Festival (EUA, 24 de março de 1992).
- Festival Internacional de Cinema de Roterdão (Holanda, 8 de maio de 1992).[25]
- Festival Internacional de Cine del Uruguay (Uruguai, 3 de abril de 1993).
- Thessaloniki International Film Festival (Grécia, 13 de novembro de 1999).
- 10º Lisbon & Estoril Film Festival (Portugal, 2016).[9]

## Receção

### Audiência
Em Portugal, A Idade Maior teve cerca de 7.100 espetadores nas salas de cinema.

### Crítica
A estreia como realizadora de Villaverde abordando um tema tão politizado como a história colonial portuguesa, foi considerado um passo ousado pela crítica. Dimitri Eipides, a propósito da seleção de A Idade Maior para o Festival de Cinema de Roterdão, considerou-o um filme "sensível, poético e pessoal, que tangibiliza um episódio oculto da história portuguesa recente de uma forma especial e muito visual". Stephen Holden, crítico do The New York Times descreveu a obra como "um exercício intrigante de melancolia que nunca afirma diretamente o que está por trás da sua mente".
Em 2002, a propósito de uma publicação da Sight and Sound, Anneke Smelik elegeu A Idade Maior o quinto melhor filme de sempre.

### Premiações
| Ano  | Premiação                                     | Categoria                                                                    | Trabalho                                         | Resultado | Ref.   |
| ---- | --------------------------------------------- | ---------------------------------------------------------------------------- | ------------------------------------------------ | --------- | ------ |
| 1991 | Festival de Dunquerque                        | Interpretação Feminina                                                       | Teresa Roby                                      | Venceu    |        |
| 1991 | Festival de Dunquerque                        | Prémio do Júri CICAE/Confederação Internacional dos Cinemas de Arte e Ensaio | A Idade Maior, João Pedro Bénard e Joaquim Pinto | Venceu    |        |
| 1991 | Festival de Valencia                          | Prémio Especial do Júri                                                      | A Idade Maior, João Pedro Bénard e Joaquim Pinto | Venceu    |        |
| 1991 | Festival du Cinéma et Vídeo de Montreal       | Melhor Filme                                                                 | A Idade Maior, João Pedro Bénard e Joaquim Pinto | Venceu    | [ 27 ] |
| 1991 | Torino International Festival of Young Cinema | Melhor Filme                                                                 | A Idade Maior, João Pedro Bénard e Joaquim Pinto | Indicado  | [ 13 ] |
| 1991 | Prémio SPA                                    | Revelação de Cinema                                                          | Teresa Villaverde                                | Venceu    |        |
| 1991 | Se7es de Ouro                                 | Interpretação Masculina                                                      | Joaquim de Almeida                               | Venceu    |        |
| 1991 | Se7es de Ouro                                 | Revelação                                                                    | Teresa Villaverde                                | Venceu    |        |